# Prăjeni (gmina)
Prăjeni – gmina w Rumunii, w okręgu Botoszany. Obejmuje miejscowości Câmpeni, Lupăria, Miletin i Prăjeni. W 2011 roku liczyła 3210 mieszkańców.